# Саргатское
Сарга́тское — рабочий посёлок в Омской области России. Административный центр Саргатского района и Саргатского городского поселения.
Население — 7535 чел. (2023).

## География
Рабочий посёлок расположен на левом берегу реки Иртыш и на речке Саргатка, в 100 км к северу от Омска и в 69 км к северо-востоку от железнодорожной станции Любинская на линии Омск — Тюмень.

## История
Посёлок основан в 1764 году. В 1928 г. село Поселково-Саргатское состояло из 416 хозяйств, основное население — русские. Центр Поселково-Саргатского сельсовета Саргатского района Омского округа Сибирского края. Статус посёлка городского типа — с 1969 года.

## Население
| 1926  | 1939  | 1959  | 1970  | 1979  | 1989  | 2002  |
| ----- | ----- | ----- | ----- | ----- | ----- | ----- |
| 1795  | ↗3729 | ↗4918 | ↗5930 | ↗7027 | ↗8677 | ↘8386 |
| 2009  | 2010  | 2011  | 2012  | 2013  | 2014  | 2015  |
| ↗8797 | ↘8157 | ↗8158 | ↗8163 | ↘8116 | ↘8006 | ↗8066 |
| 2016  | 2017  | 2018  | 2019  | 2020  | 2021  | 2023  |
| ↘7991 | ↗8028 | ↗8107 | ↘8050 | ↘8005 | ↘7579 | ↘7535 |

## Инфраструктура
В ноябре 2011 года был открыт физкультурно-оздоровительный комплекс «Дельфин», всего на возведение объекта было потрачено 80 млн рублей. Здание состоит из двух этажей, сам бассейн защищён антикоррозийным покрытием и имеет размеры поверхности 25х8,5 м и глубину от 1,2 м до 1,8 м.

## Достопримечательности
- В центре находится памятник воинам-освободителям, времён Великой Отечественной войны, в образе «Вечного Огня», самоходной артиллерийской установки ИСУ-152, танк Т-64 и скульптуры Анастасии Ларионовой — матери, потерявшей на войне семерых сыновей.
- В р.п. Саргатское расположен музей по улице Октябрьская. В музее проходит множество выставок разных омских художников.
- Курганные группы, курганы и курганный могильник Саргатское (саргатская культура)
- Храм свт. Николая Чудотворца